# Episodi di The Larry Sanders Show (quarta stagione)
La quarta stagione della serie televisiva The Larry Sanders Show è stata trasmessa in anteprima negli Stati Uniti d'America dalla HBO tra il 19 luglio 1995 e il 22 novembre 1995.
| nº | Titolo originale                    | Titolo italiano | Prima TV USA      | Prima TV Italia |
| -- | ----------------------------------- | --------------- | ----------------- | --------------- |
| 1  | Roseanne's Return                   |                 | 19 luglio 1995    |                 |
| 2  | Hank's New Assistant                |                 | 26 luglio 1995    |                 |
| 3  | Arthur After Hours                  |                 | 2 agosto 1995     |                 |
| 4  | The Bump                            |                 | 9 agosto 1995     |                 |
| 5  | Jeannie's Visit                     |                 | 16 agosto 1995    |                 |
| 6  | The P.A.                            |                 | 23 agosto 1995    |                 |
| 7  | Hank's Sex Tape                     |                 | 30 agosto 1995    |                 |
| 8  | Nothing Personal                    |                 | 13 settembre 1995 |                 |
| 9  | Brother, Can You Spare 1.2 Million? |                 | 20 settembre 1995 |                 |
| 10 | Conflict of Interest                |                 | 27 settembre 1995 |                 |
| 11 | I Was a Teenage Lesbian             |                 | 11 ottobre 1995   |                 |
| 12 | Larry's Sitcom                      |                 | 18 ottobre 1995   |                 |
| 13 | Larry's Big Idea                    |                 | 25 ottobre 1995   |                 |
| 14 | Beverly and the Prop Job            |                 | 1º novembre 1995  |                 |
| 15 | 0.409                               |                 | 8 novembre 1995   |                 |
| 16 | Eight                               |                 | 15 novembre 1995  |                 |
| 17 | Larry's on Vacation                 |                 | 22 novembre 1995  |                 |